# Ulrico III di Württemberg
Ulrico III del Württemberg (1286 – Alsazia, 11 luglio 1344) fu conte di Württemberg dal 1325 al 1344.

## Biografia
Egli venne fortemente coinvolto dal padre Eberardo I nel suo periodo di governo, nell'ambito dell'amministrazione dei beni di famiglia.
Nel 1319 egli concluse un trattato con Federico I e rinnovò questo trattato all'assunzione del regno, nel 1325, quando il Württemberg si era temporaneamente schierato con Ludovico IV. Ludovico e Federico ottennero la carica imperiale nello stesso tempo.
Ulrico approntò quindi una politica di riconciliazione che allargò di molto i domini del Wurttemberg. Dopo l'acquisizione di alcuni territori in Alsazia, da ricordare sono le acquisizioni di Markgröningen nel 1336 e di Tubinga nel 1342. In particolare, quest'ultima concesse ai sovrani del Württemberg di fregiarsi del titolo di conti palatini di Svevia. 
Ulrico sposò Sofia di Pfirt. Suoi figli furono Eberardo II e Ulrico IV, che governarono assieme la contea sino al 1361.